# Ambia andasalis
Ambia andasalis là một loài bướm đêm trong họ Crambidae.